# E-knjige po naročilu
E-knjige po naročilu (EOD) je evropski projekt digitalizacije monografskega gradiva s potečenimi avtorskimi pravicami po naročilu uporabnikov.
Projekt združuje več kot 30 knjižnic 12 evropskih držav, ki iz svojih zbirk ponujajo uporabnikom v digitalizacijo starejše knjižno gradivo, izšlo med letoma 1501 in 1945.
Uporabniki lahko digitalizirane verzije knjig, ob katerih se v kataložnih zapisih nahaja gumb EOD, naročijo direktno preko skupnega spletnega iskalnika EOD, po želji pa lahko naročijo tudi ponatise željenih knjig (glej povezavo spodaj). Posamezna knjižnica ob prejemu naročila knjigo digitalizira, in ko za izvedeno naročilo prejme plačilo, uporabniku omogoči dostop do e-knjige oziroma začne s postopkom ponatisa knjige in s pošiljanjem ponatisa knjige na uporabnikov naslov.
Projekt EOD je nadaljevanje projekta DOD (Digitisation on Demand). Izvaja se med majem 2009 in aprilom 2013, podprt je s strani Evropske komisije v okviru projekta Kultura (2007-2013). Slovenski partner in izvajalec je Narodna in univerzitetna knjižnica, ki je hkrati nosilec dveh od šestih projektnih aktivnosti - odprtih dnevov in delavnic.
Projekt se širi in je odprt za morebitne nove institucionalne partnerje, ki bi želeli na tak način uporabnikom ponuditi digitalizacijo knjižničenga gradiva.